# Delia riparia
Delia riparia este o specie de muște din genul Delia, familia Anthomyiidae. A fost descrisă pentru prima dată de Robineau-desvoidy în anul 1830.
Este endemică în Franța. Conform Catalogue of Life specia Delia riparia nu are subspecii cunoscute.